# ティム・パワーズ
ティム・パワーズ（Timothy Thomas Powers, 1952年2月29日 - ）は、アメリカ合衆国の作家。SFや歴史に題材を得たファンタジーを主な作風とする。
フィリップ・K・ディック、ジェイムズ・P・ブレイロック、K・W・ジーターとの親交でも知られる。

## 略歴
1952年にニューヨーク州バッファローで生まれる。1959年にカトリックである家族とともにカリフォルニア州へ移り、そこで育つ。英文学をカリフォルニア州立大学フラトン校で学び、ジェイムズ・P・ブレイロックやK・W・ジーターとの出会いを得る。2人はパワーズの親しい友人であり続け、時には共同執筆を行う仲でもある。3人は幾分本気で、1980年代に主流だったサイバーパンクに反して自分たちを「スチームパンクス」 (steampunks) と呼んでいる。パワーズとブレイロックの2人が架空の詩人ウィリアム・アッシュブレス (en:William Ashbless) を考案したのも、フラトン校在学中であった。
フィリップ・K・ディックとも親交厚く、『ヴァリス』に登場するディヴィットというキャラクターのモデルはパワーズである。また、ディックの小説『アンドロイドは電気羊の夢を見るか?』が、映画化に際して『ブレードランナー』として出版された際、パワーズ（と妻セリーナ・パワーズ）に捧げられている。
現在は妻Serenaと共にカリフォルニア州サンバーナーディーノMuscoyに住んでおり、クラリオン・ワークショップにも講師として時折参加している。

## 主要作品

### 長篇
- The Drawing of the Dark（1979）
- アヌビスの門 (The Anubis Gates, 1983) - フィリップ・K・ディック賞受賞
- 奇人宮の宴 (Dinner at Deviant's Palace, 1985) - フィリップ・K・ディック賞受賞
- 幻影の航海 (On Stranger Tides, 1987) - 2011年の映画『パイレーツ・オブ・カリビアン/生命の泉』の原作。映画の公開にあわせて『生命の泉』と改題されて再刊された。
- 石の夢 (The Stress of Her Regard, 1989)
- Declare (2001) - 世界幻想文学大賞受賞
- Three Days to Never (2006)
- Hide Me Among the Graves (2012)

Fault Line series
- Last Call (1992) - 世界幻想文学大賞、ローカス賞受賞
- Expiration Date (1995)
- Earthquake Weather (1997)

### 短篇集
- Night Moves and Other Stories (2000)
- On Pirates (2001) - ジェイムズ・ブレイロックとの共著
- The Devils in the Details (2003) - ジェイムズ・ブレイロックとの共著
- Strange Itineraries (2004)